# Kriegerdenkmal (Koblenz-Rübenach)

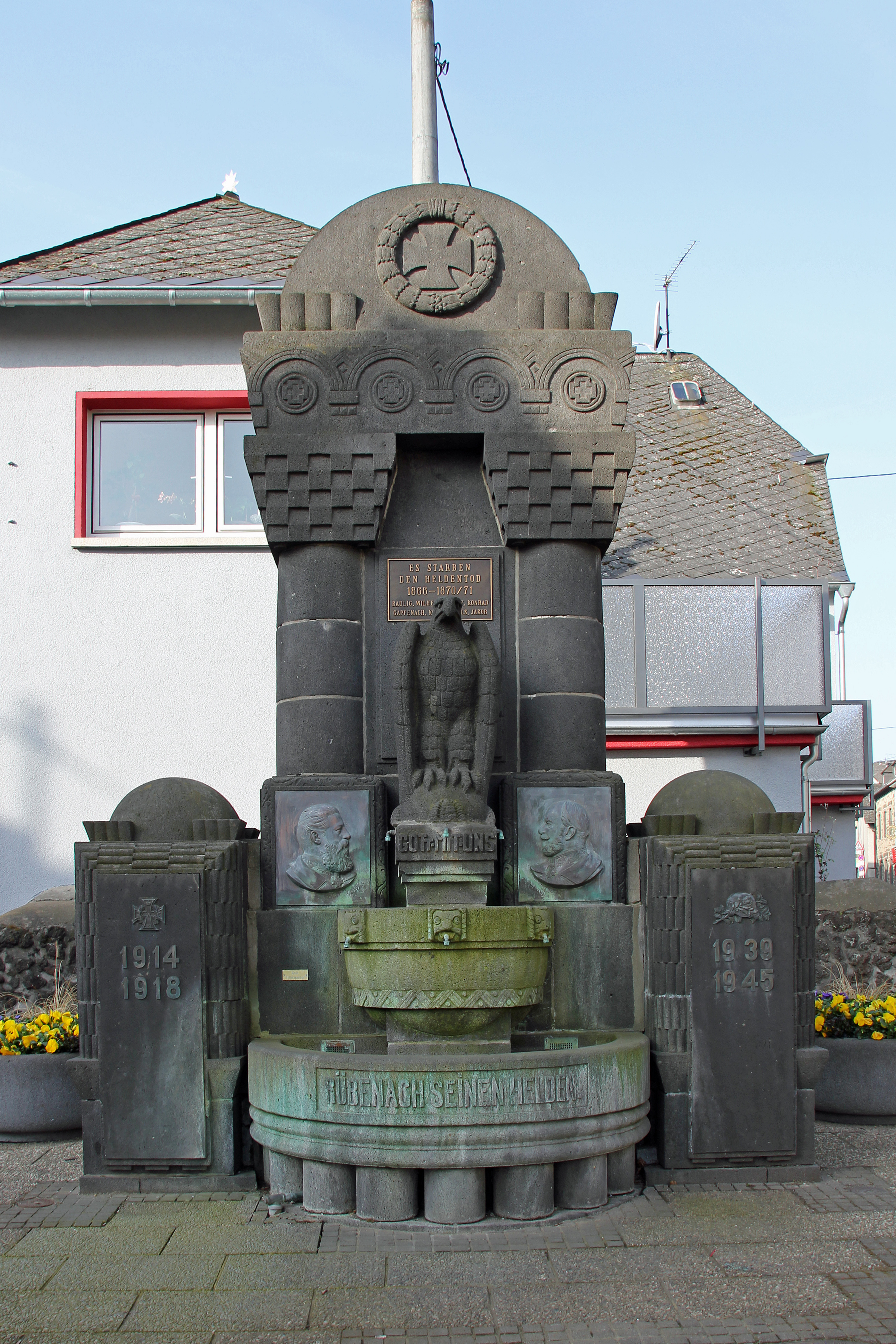
Das Kriegerdenkmal in Koblenz-Rübenach

Das Kriegerdenkmal im Koblenzer Stadtteil Rübenach wurde 1913 in Erinnerung an die Gefallenen des Deutsch-Französischen Kriegs von 1870–1871 errichtet. Das Kriegerdenkmal wurde an zentraler Stelle im Ort aufgestellt und seitdem mehrfach verändert bzw. ergänzt. Es ist ein typisches Beispiel für die vaterländischen Denkmäler der Kaiserzeit und sollte Reich und Kaiser als Quelle in den Mittelpunkt des Ortes holen. Heute dient es auch als Denkmal für die Gefallenen der beiden Weltkriege des 20. Jahrhunderts.

## Bau
Das Rübenacher Kriegerdenkmal wurde aus schwarzem Basaltlava als Brunnen gestaltet. Zentrales Element ist ein auf einer Halbkugel sitzender preußischer Adler mit angelegten Flügeln. Von hier fließt aus drei Hähnen Wasser in ein kleines halbrundes Becken und von dort in ein größeres Halbrundbecken darunter. Auf dem unteren Becken sind die Worte „Rübenach seinen Helden“ angebracht. Zu beiden Seiten der Halbkugel sind bronzierte Reliefs zu sehen: links ist im Rechtsprofil Kaiser Friedrich III., auf der gegenüberliegenden, rechten Seite ist das Bildnis seines Vaters, Kaiser Wilhelms I. im Linksprofil erhalten. Auf dem Sockel unter der Halbkugel steht der Spruch „Gott mit uns“, mit dem noch die Soldaten auf ihrem Koppelschloss in den Ersten Weltkrieg zogen.
Die Wand hinter dem Adler mit Kapitellen und Fries wird von einem Halbrundkreis  mit Eisernem Kreuz bekrönt. Neben dem unteren Wasserbecken stehen rechts und links jeweils eine niedrige Stele, die in stilisierten Kränzen die Jahreszahlen „1914“ und „1918“ tragen. Nach dem Zweiten Weltkrieg wurden diese Stelen um Inschrifttafeln mit dem Eisernen Kreuz und den Jahreszahlen 1914–1918 und 1939–1945 ergänzt. Auf der Wand hinter dem Adler zeigt nun eine bronzene Inschrifttafel die Worte „Es starben den Heldentod 1866–1870/71“, gefolgt von den Namen der vier Rübenacher Gefallenen. An der Rückwand des Denkmals wurden die Namen der Kriegsteilnehmer des Ersten Weltkrieges in bronzenen Buchstaben „verewigt“; da etliche Buchstaben inzwischen gestohlen wurden, sind ihre Namen jedoch nicht mehr lesbar.

## Denkmalschutz
Das Kriegerdenkmal ist ein geschütztes Kulturdenkmal nach dem Denkmalschutzgesetz (DSchG) und in der Denkmalliste des Landes Rheinland-Pfalz eingetragen. Es liegt in Koblenz-Rübenach in der Aachener Straße, Ecke Alte Straße.